# جيمس س. لوكاس
جيمس س. لوكاس (بالإنجليزية: James C. Lucas)‏ هو مجرم أمريكي، ولد في 11 يونيو 1912 في مقاطعة ميدلاند في الولايات المتحدة، وتوفي في 28 نوفمبر 1998 في ساكرامنتو في الولايات المتحدة.